# تيبي ووكر
تيبي ووكر (بالإنجليزية: Tippy Walker)‏ هي ممثلة أمريكية، ولدت في 19 فبراير 1947 بنيويورك في الولايات المتحدة.

## وصلات خارجية
- تيبي ووكر على موقع IMDb (الإنجليزية)
- تيبي ووكر على موقع قاعدة بيانات الفيلم (الإنجليزية)